# Єдина валютна зона

Країни-члени єдиної валютної зони

Єди́на валю́тна зо́на (англ. Common Monetary Area (CMA)) — валютно-економічний союз, що об'єднує ПАР, Лесото і Есватіні. Є союзним Південно-Африканському митному союзу. Намібія також входила в Зону після проголошення незалежності, проте вийшла із неї в 1993 році, коли ввела свою власну валюту — намібійський долар. Та намібійський долар і тепер жорстко прив'язаний до курсу Південно-Африканського ранда. Національні валюти Лесото і Есватіні (лоті і ліланджені відповідно) також жорстко прив'язані до ранда. Крім того, в цих країнах ранд вільно використовується і є законним засобом платежу. Валютообмінну політику в Єдиній валютній зоні проводить Південно-Африканський резервний банк.
Зону було створено в липні 1986 року на базі Валютної Зони Ранда (Rand Monetary Area (RMA)), що в свою чергу була створена в грудні 1974 року.
Із членів Південно-Африканського митного союзу тільки Ботсвана не входить в Єдину валютну зону.